# Sotobañado y Priorato
Sotobañado y Priorato là một đô thị trong tỉnh Palencia, Castile và León, Tây Ban Nha. Theo điều tra dân số 2004 (INE), đô thị này có dân số là 179 người.